# معین الماضی
معین الماضی (به عربی: معين الماضي) (زاده: نامشخص - درگذشته: ۱۹۵۷) سیاستمدار فلسطینی و عضو کمیتهٔ عالی عرب بود که در روستای اجزم از شهرستان حیفا زاده شد. وی تحصیلات ابتدایی را در همان روستا گذراند و در مدرسه رشیدیه حیفا ادامه داد و سپس در سال ۱۹۰۸ به دانشکده پادشاهی در آستانه رشته ادبیات را ادامه داد. در سال ۱۹۱۲ فارغ‌التحصیل شد.

## فعالیت‌ها
ابتدا به عنوان یک کارمند و بدنبال آن شهردار عکا مشغول بکار شد و اصلاحات زیادی نیز در زمان او محقق گردید. او به عنوان فرماندار بانیاس به جوانان عرب که برایشان حکم اعدام در نظر گرفته شده بود کمک زیادی کرد و آن‌ها را نجات داد تا اینکه به دفتر استانداری به بیروت منتقل گردید. وی به جمعیت جوانان عرب پیوست و در جنبش عربی در بیروت شرکت کرد که منجر به دستگیری وی شد اما به دلیل عدم وجود شواهد کافی آزاد شد. با تعدادی از دوستان خودش یک جریان سیاسی بنام جمعیت عربی فلسطین را برای دفاع از فلسطین علیه صهیونیزم و اشغالگری انگلیس تأسیس نمود. به فلسطین بازگشت و نمایندگی حیفا در تعدادی از کنفرانس‌ها را برعهده گرفت و در سال ۱۹۲۱ عضو یک هیئت فلسطینی برای رفتن به لندن به منظور دفاع از فلسطین گردید. با دوستان خودش در سال ۱۹۳۲ اقدام به تأسیس حزب استقلال عربی با هدف مبارزه با انگلیس و صهیونیزم نمود.

## حمایت از انقلاب فلسطین
در سال ۱۹۳۶ با یک هیئت بمنظور آماده‌سازی فعالیت‌های نظامی برای حمایت از انقلاب فلسطین به بغداد و عربستان سعودی رفت. فعالیت‌های وی باعث شد توسط انگلیس تحت تعقیب قرار گیرد و به سوریه، لبنان و سپس استانبول برود. در سال ۱۹۴۶ سوریه را به قصد بیروت ترک کرد و به فلسطین بازگشت و به عنوان افسر رابط بین حاج امین الحسینی و ملی گرایان فلسطینی فعالیت می‌کرد.
در سال ۱۹۴۷ به عنوان عضو هیئت عالی عربی انتخاب شد و همه تلاش خودش را برای موضوع فلسطین و محقق کردن وحدت عربی مبذول داشت. در سال ۱۹۴۸ در دمشق مستقر شد.

## درگذشت
بعد از ضربه فلسطین در سال ۱۹۵۷ در دمشق درگذشت.